# Bigelbach
Bigelbach (luxemburgisch Bigelbaachⓘ) ist eine Ortschaft in der Gemeinde Reisdorf, Kanton Diekirch, im Großherzogtum Luxemburg.

## Lage
Bigelbach ist die südlichste Ortschaft der Gemeinde. Durch den Ort verläuft die CR 128A. Nachbarorte sind südlich Befort, westlich Eppeldorf und im Norden Reisdorf. Direkt am Ort vorbei fließt der Kuerbach und direkt östlich erstreckt sich das Waldgebiet Saueruecht.

## Allgemeines
Bigelbach ist ein kleines ländlich geprägtes Dorf. Der Ort besteht größtenteils aus Hofanlagen. In der Dorfmitte steht etwas erhöht die Kirche St. Lambertus. Sie ist Filialkirche der Pfarre Reisdorf und wurde um 1900 im Stil der Neugotik errichtet.